# Tullo Masi
Tullo Masi (Lugo, 19 marzo 1853 – Lugo, 1915) è stato un generale, patriota e politico italiano; fu il secondo Comandante generale della Guardia di Finanza dalla sua istituzione nel 1906.

## Biografia
Nato a Lugo nel 1853, Tullo Masi entrò in accademia militare nel marzo del 1870 uscendo nel settembre del 1871 col grado di Sottotenente e venendo inserito nello Stato Maggiore del genio. Qui ebbe modo di essere inquadrato nel 2º e poi nel 3º reggimento, frequentando tra le altre la Scuola di Guerra.
Promosso Maggiore, venne assegnato al corpo di Stato Maggiore dapprima presso il comando del 6º Corpo d'Armata come Capo di Stato Maggiore della Divisione militare di Chieti, poi, promosso Colonnello, divenne comandante dell'88º Reggimento di fanteria e poi del 3º Reggimento bersaglieri.
Promosso Maggiore Generale, fu al comando della Brigata Ferrara fino al 16 luglio 1907 quando assunse il comando della Guardia di Finanza quale suo secondo comandante dove rimase fino al dicembre del 1911, dimettendosi dall'incarico per essere nominato Comandante della Divisione militare di Napoli. Dopo poco venne trasferito al comando del IV Corpo d'Armata ove rimase sino al 1915, venendo messo in riserva per motivi di salute ed ottenendo dal 1913 il grado di Comandante generale delle truppe degli Alpini.
Fece parte della Commissione, nominata dal Ministro Maiorana, che portò all'autonomia del Corpo con la creazione del Comando Generale, delle legioni territoriali, della legione allievi e delle compagnie.
Sotto il suo comando fu esteso alla Guardia di Finanza l'uso delle stellette e la Scuola sottufficiali venne trasformata in Scuola allievi ufficiali.
Sposò Elena Meloni nobile di Carpi e vedova del conte Giovanni Manzoni, di Lugo di Romagna, dalla quale ebbe due figli. Oltre alla carriera militare, Masi condusse una brillante carriera politica che lo portò ad essere deputato nel collegio di Lugo nella 18ª e 23ª legislatura.